# Korsós József
Korsós József (Albertfalva, 1913. január 20. – 1998. január 19.) magyar katonatiszt a második világháborúban.

## Család, gyerekkor
Polgári családból származott, édesapja dr. Korsós József (1877–1945) postai főtanácsos, édesanyja Purman Mária (1873–1951). Édesapja után reformátusnak keresztelték. Szüleivel és két testvérével (Korsós Béla (1907–1994), és Korsós Ilona (1910–1986)) 1918-ban költöztek Baracskára egy régi kisnemesi kúriába, amelyet édesapja korai nyugdíjba menetelekor vásárolt.

## Tanulmányok
Korsós József az elemi iskola négy osztályát Baracskán végezte el 1919–1923 között. Egyik családi ismerősük, a baracskai birtokkal rendelkező, volt kormányzói szárnysegéd, vitéz nemes Magasházy László ösztönzésére édesapja tízéves korában a katonatiszti pályára küldte. Elvégezte a katonai alreál- („Rákóczi Ferenc” Reáliskolai Nevelőintézet, Sopron, 1923–1927), majd a katonai főreáliskolát („Zrínyi Miklós” Reáliskolai Nevelőintézet, Pécs, 1927–1931), melyek után jeles érettségit téve, felvételt nyert a Ludovika Akadémiára, díjmentes államköltséges hallgatóként.
A Zrínyi főreál elvégzését követően 1931. július 10. és 1932. október 1. között a soproni Szent László 4. honvéd gyalogezred veszprémi III. zászlóaljához került az akadémia előtti egy éves csapatszolgálaton. „Igen jó” eredménnyel, évfolyamán belül 13. rangszámmal végezve, a „gyalogos csapattiszti szolgálat minden ágára” képesítve, 1935. augusztus 20-án avatták hadnaggyá a Ludovika épülete mögötti Nagyréten (a mai Orczy-parkban).

## A hadseregben
Csapatszolgálatát a budapesti „József nádor” 2. honvéd gyalogezred budapesti II. zászlóaljának 6. puskásszázadában kezdte meg mint újonc szakasz-, majd századparancsnok.
A budapesti 2/II. gyalogzászlóalj 6. puskásszázadának parancsnokaként – a budapesti I. hadtest budapesti 2. gyalogdandárának állományában – vett részt az 1938. november 5–10. közötti felvidéki bevonulásban. Az 1938. november 6-i párkányi bevonulás során róla és századáról számos fénykép készült, amelyek a felvidéki országgyarapítás legismertebb felvételei közé tartoznak.
1939. január 20-án a galántai 8. határvadász-zászlóaljhoz helyezték át puskásszázad parancsnokként, ezen év folyamán kapta meg a Felvidéki Emlékérmet. 1939. október 1. és 1940. május 15. között a soproni 7. tábori tüzérosztályhoz került, mint üteg alantostiszt, s 1939. november 1-jén főhadnaggyá lépett elő. 1940. május 15-én visszakerült Galántára géppuskás századparancsnoki beosztásba, munkálkodott a 8. határvadász-zászlóalj zászlóaljsegédtisztjeként, majd a komáromi 2. határvadászdandár hadműveleti segédtisztjeként volt jelen az 1940. szeptember 5–13. közötti erdélyi bevonulásban. A komáromi határvadászdandár 1940 júliusában került Kárpátaljára és a magyar 3. hadsereg parancsnoksága alatt jutott el a Székelyföldig. Kelet-Magyarország és Erdély egy részének visszacsatolása alkalmával kifejtett kiváló szolgálataiért 1941. június 18-án megkapta az Erdélyi Emlékérmet. 
1940. december 1-jén nyert felvételt a Hadiakadémiára, a vezérkari tisztek képzésének intézményébe. Vezérkari képzését 1942. október 31-én abszolválta „jó” végeredménnyel, s 1942. október 15-én vették fel vezérkari próbaszolgálatra. Időközben – 1942. március 31-én kapta meg századosi rendfokozatát. Hadiakadémiai hallgatóként volt kint első ízben a keleti hadműveleti területen. 1942. június 20. és szeptember 15. között a Kijev–Kurszk vasútvonal mentén és Brjanszki-erdő térségében a partizánok ellen bevetett, megszálló 102. könnyűhadosztály anyagi vezérkari tisztjeként, majd a Donnál küzdő magyar 2. hadsereg alárendeltségében lévő szombathelyi III. hadtestparancsnokság hadműveleti segédtisztjeként szolgált. 1942. augusztus 29-én az expedíciós hadsereg állományában harctéri szolgálatot teljesítő hadiakadémiai tanárok és hallgatók összessége – így Korsós József gyalogos százados is – kiérdemelte vitéz Jány Gusztáv vezérezredes dicséretét.
1942. október 31-én (másutt: november 4-én) a székesfehérvári II. hadtestparancsnokság anyagi osztályára (I.c.) helyezték, osztályvezetői (szállásmesteri) beosztásba. 1943. május 1-jén került a vezérkari tisztek csoportjába. 1943. július 20. és 1944. június 13. között a 12. tartalékhadosztály anyagi vezérkari tisztjeként volt a megszállt nyugat-ukrán területeken és Fehéroroszországban – ahol három hétig seregteste vezérkari főnökét helyettesítette –, közben adományozták számára a Délvidéki Emlékérmet, a Tűzkereszt 1. fokozatát, valamint 1944. április 4-én a Kormányzói Dicsérő Elismerés látható jelét képező Magyar Koronás Bronz Érdemérmet – közismertebb nevén: Bronz Signum Laudist – hadiszalagon. 
1944. augusztus 26-án újabb hadibeosztást kapott, így vonult el a székesfehérvári 2. gyalog tábori póthadosztály parancsnokságának anyagi osztályvezetőjeként Erdélybe, a székelyföldi hadműveleti területre. A magyarországi harcokban tanúsított magatartásáért több hadikitüntetésre is felterjesztették, ám azok adományozását a háború vége elmosta. 1945. február 12-én a DVK 131. (Deutsche Verbindungskommando 131.) terjesztette fel a német Sas Rend lovagkeresztjére a kardokkal, majd 1945. március 10-én az ellenség előtt tanúsított magatartásáért a hadiékítményes Magyar Érdemrend lovagkeresztjére a kardokkal lett felterjesztve a 2. póthadosztály parancsnok által.
Korsós József vezérkari százados 1945. április 23-án 8 óra 30-kor a Kleinwinklarn környékén levő erdőben (Bajorország, Neunburg mellett) a német vezetőség által még 1945. április 4-én lefegyverzett hadosztály-parancsnoksággal harc nélkül került amerikai hadifogságba. Több hadifogolytábort (Bad Kreuznach, Romilly-sur-Seine, Mailly-le-Camp) megjárva, 1945. október 23-án tért vissza Magyarországra. Édesapja, dr. Korsós József mindössze néhány nappal fia hazaérkezése előtt (1945. október 18-án), 68-ik életévében tüdőgyulladás következtében elhunyt.
Korsós József hazaérkezése után nem kívánt az új hadseregben szolgálatot vállalni. Ennek érdekében 1946-ban először a székesfehérvári 21. honvéd kiegészítő parancsnokságon kezdeményezte a katonai szolgálat alóli felmentést és tartós szabadságolást. Ezután a bicskei 214. honvéd bevonulási központ parancsnoksághoz folyamodott, hogy ún. B-listára, azaz szolgálaton kívüli viszonyba kerüljön, amely 1946. szeptember 1-jén be is következett. 

## Civilben a háború után
Ezután fizikai munkásként kereste kenyerét 13 éven át, a Közúti Gépellátó Vállalatnál lett hengergépész. 1951-ben feleségül vette Tóth Piroskát (1922–2023), és vele új életet Budapesten kezdett. Két fiuk született, Korsós Gábor (1955) és Korsós Zoltán (1958). 
1963-ban Korsós József irodai beosztást kapott a Közúti és Postaügyi Minisztérium Budapesti Közúti Igazgatóságán. Itt először utókalkulátor, majd gépügyi előadó lett, de ehhez műszaki végzettség kellett, így beiratkozott a Felsőfokú Gépipari Technikumba, ahol esti tanfolyamon négy év alatt, 1968-ra megszerezte a közlekedésgépész-technikusi oklevelet. Ezután még négy félévet hallgatott a jogutód Bánki Donát Gépipari Műszaki Főiskola közlekedésgépészeti szakán, ahol 1973-ban gépész üzemmérnöki képesítést szerzett. Német nyelvből középfokú (1972), franciából felsőfokú (1973) nyelvvizsgát tett. 1973-tól nyugdíjba meneteléig (1977) a Közúti Közlekedési Tudományos Kutatóintézet tudományos munkatársa lett. Később még a jogutód Transinnov Közlekedési Műszaki Fejlesztő Leányvállalatnál is alkalmazták aktív külső munkatársként egészen 1983-ig, ahol francia és német nyelvű szakmai folyóiratok cikkeinek tömörített összefoglalóit fordította.
A rendszerváltozás Korsós József nyugdíjas üzemmérnököt 1990-ben majdnem 80 évesen érte. Nem sokkal ezután megkezdődött a 2. világháborúban szolgált katonák rehabilitációja. Korsós József 1990-ben kérte felvételét a Honvéd Hagyományőrző Egyesületbe, így neve rákerült a hivatalosan rehabilitálandó katonák listájára. 1991-ben Für Lajos, a Magyar Köztársaság honvédelmi minisztere tartalékos őrnaggyá léptette elő, majd 1994-ben (két év késéssel) a Hadiakadémia jogutódjától, a Zrínyi Miklós Katonai Akadémiától 50 éves arany díszoklevelet kapott. Korsós József utoljára 1995-ben tudott részt venni a Ludovika Akadémia akkori jogutódjától, a Kossuth Lajos Katonai Főiskola parancsnokától kapott 60 éves díszoklevél átadásán.
Az utolsó öt év nehéz betegsége után 1998. január 19-én, 85 éves születésnapja előtt egy nappal hunyt el. A farkasréti temetőben felravatalozott koporsójánál a tiszttársak nevében vitéz Hajdu Lajos búcsúzott tőle: „Az 1935-ös, mindösszesen 271 létszámú Ludovikás évfolyam 234. tagjaként előre lovagolt Csaba királyfi csillagösvényén, hogy szállást csináljon mindannyiunknak.” A hamvait tartalmazó urna Baracskán, a családi kriptában került végső nyughelyére.

## Forrás
- Babucs, Zoltán, Korsós Zoltán. Székelyföldtől az amerikai hadifogságig. – Korsós József vezérkari százados hadinaplója 1944–1945.. Erdélyi Szalon Kiadó (2024). ISBN ISBN 9786156502438

## További irodalom
- Babucs Zoltán: A Felvidék és Kárpátalja hazatérésének emlékalbuma. – Heraldika Kiadó, Budapest, 2019, 320 pp. (benne a 115. oldalon a párkányi diadalkapu, 1938. nov. 6.)
- Rada Tibor: A Magyar Királyi Honvéd Ludovika Akadémia és a testvérintézetek összefoglalt története (1830–1945), I–II. kötet. – Gálos–Nyomdász Kft., vitéz Bánkuty Géza, Pécs, Calgary–Budapest, 1998-2001, 810 + 1199 pp., II. k., 312. o.
- Virág Zsolt: Magyar Kastélylexikon. Fejér megye kastélyai és kúriái. – Castellum Novum, Budapest, 2002, 324 pp. (benne a baracskai Korsós-kúria, 23. oldal)
- kitüntetéseiről, dicsérő elismeréseiről a Honvédségi Közlöny 1939, 1940, 1941, 1942, 1943, 1944-es számaiban lehet értesítéseket találni